# Olle Persson (sångare)
Hans Olle Persson, född 19 april 1958 i Norrköping, är en svensk opera- och konsertsångare (baryton). 

## Biografi
Persson är uppvuxen i Norrköping och har vid en mängd tillfällen samarbetat med ensembler vid Linköpings universitet. Han studerade vid Kungliga Musikhögskolan i Stockholm och har förutom diplomexamen i solosång även musiklärar- och sångpedagogexamen från denna högskola.
Han är en framstående uttolkare av den romantiska tyska liedrepertoaren och har gjort många operaroller vid Folkoperan. Han har bland annat gjort greven i Il matrimonio disperato av Domenico Cimarosa i Vadstena, Figaro i Barberaren i Sevilla och Rodrigo i Don Carlo.
Förutom traditionella operaroller och ett flertal barytonpartier i oratorier och passioner har han framträtt i större partier i nykomponerade verk, exempelvis Nils Lindbergs Requiem (1993). Han är även flitig gäst i både radio och tv samt finns representerad på en rad skivinspelningar. Persson är pedagogiskt verksam och ger regelbundet mästarkurser runt om i Norden.
Han spelar också fiol och har ibland uppträtt i folkmusiksammanhang tillsammans med Lena Willemark, som han var gift med från 1984 till 2020-talet. Hans bror Mats Persson (född 1955) är också operasångare (baryton) och tillhör sedan 1992 Göteborgsoperans fasta ensemble.
Olle Persson är anställd som sånglärare på Musikhögskolan vid Örebro universitet.

## Priser och utmärkelser
- 1995 – Operapriset av Tidskriften Opera för säsongen 1994/95
- 2013 – Litteris et Artibus
- 2014 – Karlfeldt-priset
- 2018 – Ledamot av Kungliga Musikaliska Akademien

## Filmografi
- 2002 – Jeppe – den grymma komedin
- 2002 – Don Juan

## Teater

### Roller
| År   | Roll  | Produktion                                                       | Regi          | Teater       |
| ---- | ----- | ---------------------------------------------------------------- | ------------- | ------------ |
| 1985 | Guran | Fantomen Urban Wrethagen och Peter Emanuel Falck                 | Karin Falck   | Scalateatern |
| 1991 |       | Sköna Helena Jacques Offenbach, Henri Meilhac och Ludovic Halévy | Georg Malvius | Vasateatern  |